# Iuri Lujkov
Iuri Lujkov (rus: Ю́рий Миха́йлович Лужко́в)  (Moscou, 21 de setembre de 1936 - Múnic, 10 de desembre de 2019) va ser un polític rus que fou alcalde de Moscou entre 1992 i 2010. Fou també vicepresident i cofundador del partit Rússia Unida. Durant el seu mandat l'economia de Moscou millorà de forma significativa sobretot arran de grans projectes urbanístics com un nou districte financer. Fou acusat de corrupció, destrucció d'edificis històrics i d'una mala gestió del trànsit així com dels problemes de contaminació especialment arran dels Incendis de Rússia de 2010. El 28 de setembre de 2010 fou acomiadat del seu càrrec mitjançant un decret firmat pel President de Rússia Dmitri Medvédev, suposadament arran d'un conflicte personal entre els dos dirigents.